# ジョー・ヘンドリー
ジョー・ヘンドリー（Joe Hendry, 1988年5月1日 - ）は、スコットランドのエディンバラ出身のプロレスラー、レスリング選手、ミュージシャン。TNA所属。

## 経歴

### プロレスラーとしてのキャリア
2013年にスコットランドを拠点とするインセイン・チャンピオンシップ・レスリング(ICW)でデビュー。
2014年11月10日、WWEのRawにてロシアの外交官役で出演。同年はアダム・ローズの取り巻きとしても複数回出演した。
2022年よりTNA所属となる。
2024年6月18日、WWEのNXTにて、TNA所属ながらNXT王座への挑戦者を決める25人バトルロイヤルに出場。WWEで初の試合を行ったが、他の出場者から集中攻撃され早々に敗退した。
2024年9月、ノー・マーシーにてTNA所属ながらNXT王者イーサン・ペイジに挑戦したが、ピンフォール負けを喫している。
2025年4月20日、レッスルマニア41にて、ケビン・オーエンズの欠場によりオープンチャレンジを開催したランディ・オートンの対戦相手として登場。RKOで敗れたものの、大歓声で迎えられた。
2025年5月25日、NXT特番"バトルグラウンド"でNXT所属のトリック・ウィリアムズを相手にTNA世界王座の防衛戦を行った。ヘンドリーは敗れ王座陥落した。

### レスリング選手としてのキャリア
柔道の黒帯を取得しており、2014年に26歳でフリースタイルレスリングに転向。2018年にはスコットランド代表としてコモンウェルスゲームズに出場した。

## 獲得タイトル
ブリティッシュ・レスリング・レボリューション
- BWRヘビー級王座：1回

DDTプロレスリング
- アイアンマンヘビーメタル級王座：1回

ディスカバリー・レスリング
- Yディビジョン王座：1回

ファイト・フォーエバー・レスリング
- ファイト・フォーエバー男子世界王座：1回

インパクト・レスリング / TNA
- TNA世界王座：1回
- インパクト・デジタル・メディア王座：1回
- グラスゴーカップ優勝：1回（2023年）

インサーン・チャンピオンシップ・レスリング
- ICWタッグチーム王座：1回

w / デイビー・ボーイ
ニュージェネレーション・レスリング
- NGWタッグチーム王座

w / キッド・ファイト、ライオンハート
プライド・レスリング
- N7王座：1回

プロレスリング・エリート
- PWEヘビー級王座：1回

プロレスリング・イラストレーテッド
- 現役プロレスラーTop500：84位（2023年）

プロレスリング・ウルスター
- PWUオール・ウルスター王座：1回

レックレス・インテント・レスリング
- レックレス・インテント世界王座：1回
- レックレス・インテントUK王座：1回

リスペクト・レスリング
- リスペクト・レスリング王座：1回

スコティッシュ・レスリング・アライアンス
- SWAレアード・オブ・ザ・リング王座：1回

ワット・カルチャー・プロレスリング / デフィアント・レスリング
- WCPW王座：1回
- デフィアント・インターネット王座：1回
- カート・アングル・インビテーショナルランブル優勝：1回（2016年）